# Ewa Wiśniewska

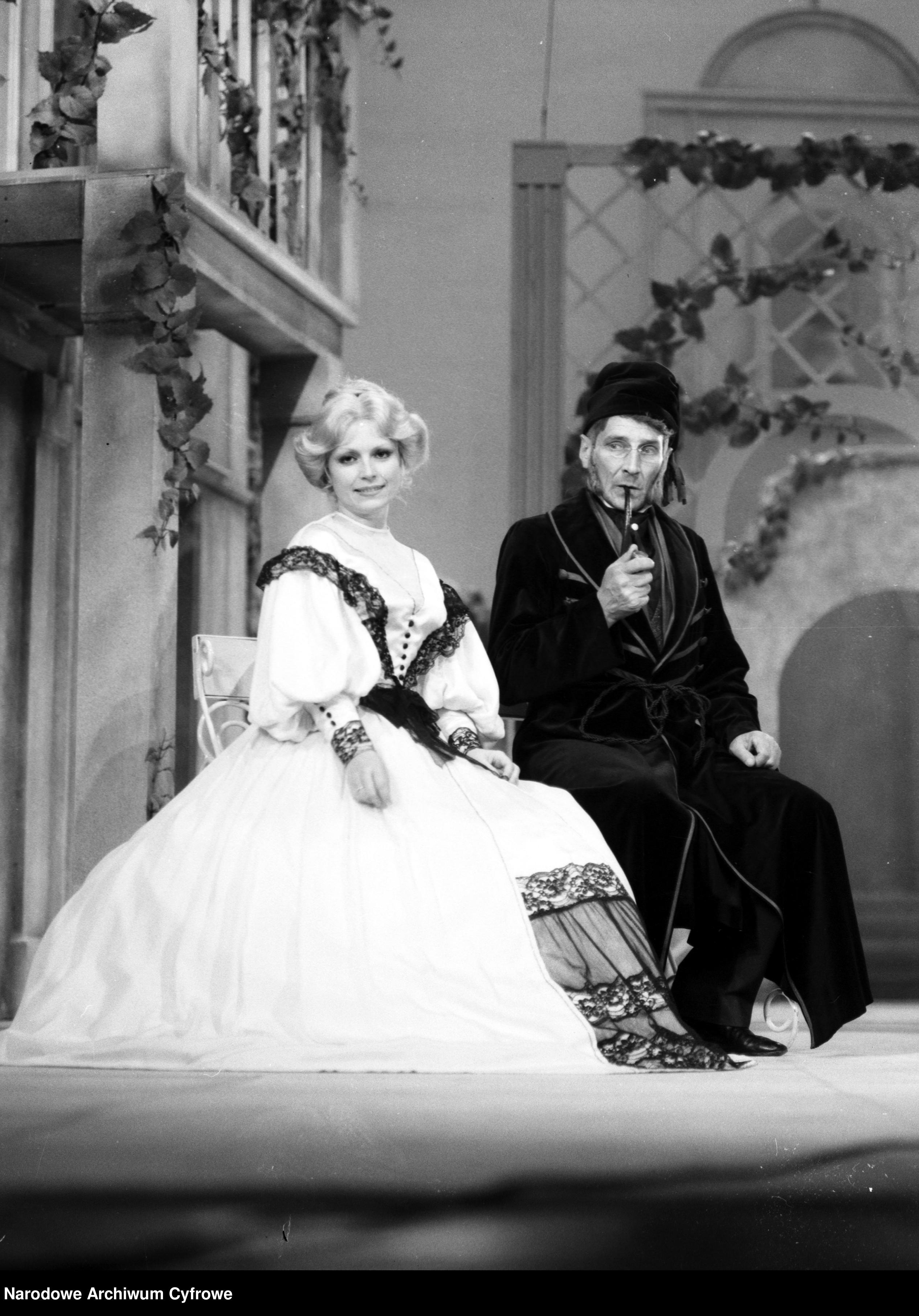
Ewa Wiśniewska (Marianna) i Tomasz Zaliwski (Klaudio) w sztuce Teatru Nowego „Kaprysy Marianny”. Warszawa, 1980

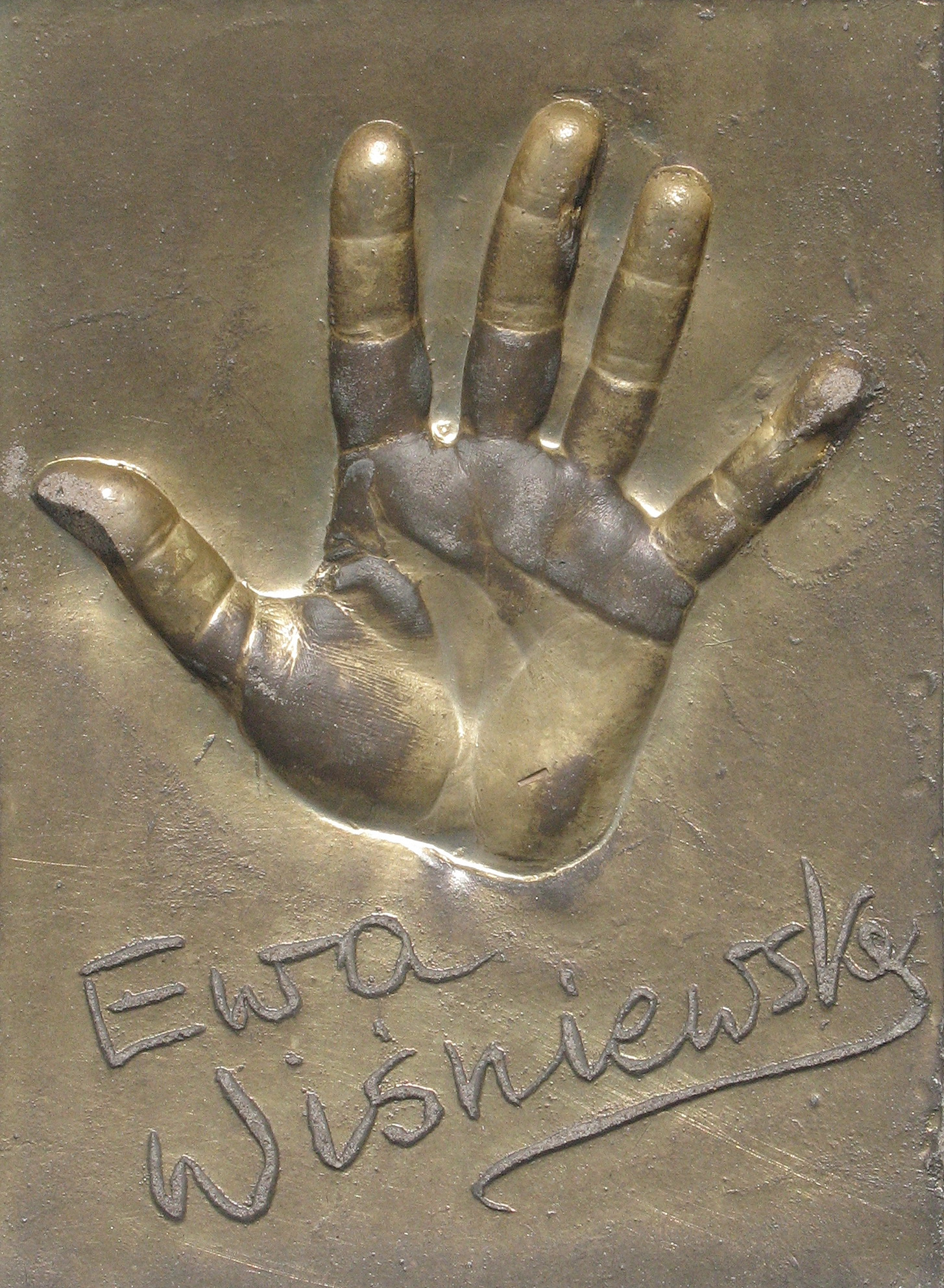
Odcisk dłoni i podpis E. Wiśniewskiej w Alei Gwiazd w Międzyzdrojach

Ewa Maria Wiśniewska (ur. 25 kwietnia 1942 w Warszawie) – polska aktorka teatralna i filmowa, laureatka Orła za najlepszą drugoplanową rolę kobiecą w filmie Ogniem i mieczem.

## Życiorys
W 1959, będąc uczennicą warszawskiego Liceum im. Narcyzy Żmichowskiej, zwyciężyła w konkursie Piękne dziewczęta – na ekrany! zorganizowanym przez pismo „Film”; zdjęcia konkursowe wykonał jej Edward Hartwig. W nagrodę za wygraną konkursu otrzymała zaproszenie na zdjęcia próbne do Łodzi, jednak nie przeszła castingu. W 1963 ukończyła studia na PWST w Warszawie.
W latach 1964–1974 była aktorką Teatru Ludowego w Warszawie. Ogólnopolską popularność przyniosła jej tytułowa rola w serialu Doktor Ewa (1970). W latach 1974–1977 występowała Teatru Kwadrat, a w latach 1977–1983 Teatru Nowego. W 1979 została odznaczona Srebrnym Krzyżem Zasługi. W 1983 zaczęła występować na scenie teatru Ateneum. W 1987 otrzymała statuetkę Złotej Kaczki dla najlepszej polskiej aktorki. W 1987 otrzymała tytuł „gwiazdy sezonu filmowego” na 17. Lubuskim Lecie Filmowym w Łagowie. W 2000 odcisnęła dłoń na Promenadzie Gwiazd podczas 5. Festiwalu Gwiazd w Międzyzdrojach. Wystąpiła w poczwórnej roli (Matki, Cioci, Królowej i Hrabiny) w Błądzeniu w Teatrze Narodowym, za co w 2004 otrzymała nagrodę Feliksa Warszawskiego za najlepszą rolę kobiecą. W późniejszych latach zaczęła gościnnie występować na scenach Teatru Scena Prezentacje w Warszawie.
Postanowieniem Prezydenta RP z dnia 18 lutego 2003 została odznaczona Krzyżem Kawalerskim Orderu Odrodzenia Polski za „wybitne zasługi dla kultury polskiej, za osiągnięcia w twórczości artystycznej”. 14 grudnia 2007 z rąk ministra kultury i dziedzictwa narodowego Bogdana Zdrojewskiego odebrała Srebrny Medal „Zasłużony Kulturze Gloria Artis”. Została także laureatką Nagrody im. Ireny Solskiej za rok 2018. 14 marca 2024 została odznaczona Złotym Medalem „Zasłużony Kulturze Gloria Artis”.

## Życie prywatne
Jej ojciec był skrzypkiem w Filharmonii Narodowej w Warszawie, a matka prawniczką. Ma dwie siostry, w tym młodszą Małgorzatę.
Jej pierwszym mężem był Robert Polak, z którym ma córkę, Grażynę (ur. 1963). Drugim mężem aktorki był włoski przedsiębiorca o imieniu Franco. Przez wiele lat pozostawała w nieformalnym związku z aktorem Krzysztofem Kowalewskim.

## Filmografia
- Kanał (1957) – dziewczyna podająca wodę powstańcom
- Zbrodniarz i panna (1963)
- Prawo i pięść (1964)
- Sam pośród miasta (1965)
- Życie raz jeszcze (1965)
- Podziemny front (1965) – Irena, łączniczka AL (odc. 2 i 6)
- Stawka większa niż życie (serial telewizyjny) (1967–1968)
- Tylko umarły odpowie (1969)
- Doktor Ewa (serial telewizyjny) (1970)
- Janosik (1973)
- Wesołych świąt (1977)
- Granica (1977) – Ewa, znajoma Zenona z Paryża
- Co mi zrobisz, jak mnie złapiesz (1978) – Anna Krzakoska
- Hallo Szpicbródka, czyli ostatni występ króla kasiarzy (1978)
- Roman i Magda (1978) – Zofia, koleżanka Romana ze studiów
- Umarli rzucają cień (1978)
- Paciorki jednego różańca (1979)
- Białe tango (1981) – dyrektor Anna Pawłowicz (Gajewska)
- Wielka majówka (1981)
- Dolina Issy (1982) – Helena Juchniewicz, ciotka Tomaszka
- Mgła (1983)
- Osobisty pamiętnik grzesznika przez niego samego spisany (1985)
- Zielone kasztany (1985)
- Cudzoziemka – Róża Żabczyńska (1986)
- Śmieciarz – Marlena (odc. 1) (1987)
- Dotknięci (1988)
- Ucieczka z kina „Wolność” (1990) – była żona cenzora
- Młode wilki (1995) – żona dyrektora banku
- Wszystkie pieniądze świata (1999) – Wika Majchrzakowa, ciotka Burka
- Siedlisko (1998) – Zuza, właścicielka galerii
- Złoto dezerterów (1998) – generałowa, ciotka Oleńki
- Ogniem i mieczem (1999) – kniahini Kurcewiczowa
- Twarze i maski (2000) – Irena Knabl
- Wiedźmin (2001) – Calanthe
- Stara baśń. Kiedy słońce było bogiem (2003) – Jaruha
- Stara baśń (2004) – Jaruha
- Na Wspólnej (2006–2010) – Krystyna Kopczyńska
- 1920 Bitwa warszawska (2011) – Ada
- Piąta pora roku (2012) – Barbara
- Zbliżenia (2014) – matka Marty
- Juliusz (2018) – gwiazda na pogrzebie ojca Juliusza
- Zupa nic (2021) – babcia Kasi i Marty
- Mecenas Porada (2021) – Magda Koliba (odc. 4)
- Gra z Cieniem (2024) – Nina Nielsen
- Za duży na bajki 2 (2024) – Teresa Banaś

## Odznaczenia
- Krzyż Oficerski Orderu Odrodzenia Polski (nadanie 2015[11]; wręczenie 2017[12])
- Krzyż Kawalerski Orderu Odrodzenia Polski (2003)[2]
- Złoty Krzyż Zasługi (1988)
- Srebrny Krzyż Zasługi (1979)
- Złoty Medal „Zasłużony Kulturze Gloria Artis” (2024)[6][7]
- Srebrny Medal „Zasłużony Kulturze Gloria Artis” (2007)

## Nagrody
- nagroda aktorska XXXIII Kaliskich Spotkań Teatralnych w 1993 (rola Julii Lambert w spektaklu Julio jesteś czarująca autorstwa Gilberta Sauvajona)[13]
- Nagroda na FPFF w Gdyni Najlepsza pierwszoplanowa rola kobieca: 1986: Cudzoziemka
- Nagroda im. Ireny Solskiej
  - za twórczość wywierającą znaczący wpływ na rozkwit sztuki aktorskiej: 2018